# Marching Through Georgia

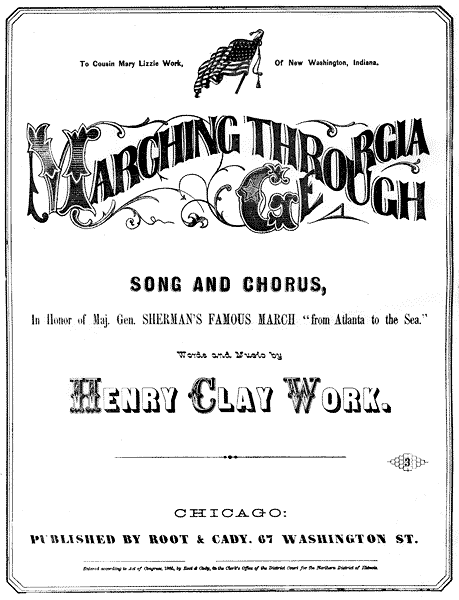
Carátula de la partitura musical de 1865 de Marching Through Georgia.

Marching Through Georgia (Marchando a través de Georgia en español) es una marcha escrita por Henry Clay Work en 1865, en referencia a la marcha hacia el mar del mayor general estadounidense William Tecumseh Sherman, marcha emprendida el año precedente.
Fue muy popular entre los veteranos del Ejército de la Unión después de la guerra. Sin embargo, el general Sherman propiamente desdeñó la canción, en parte porque era interpretada en casi cada aparición pública en la que asistía.
Fuera del sur de Estados Unidos, tuvo una resonancia universal: las tropas japonesas la cantaron cuando entraron en Port Arthur, los británicos la cantaron en la India británica, y fue popular entre los aliados durante la Segunda Guerra Mundial, y es el himno del 3.º Regimiento de Paracaidistas de Infantería de Marina del coronel Bigeard.
Sigue siendo una melodía popular para bandas de música (brass band) y ha prestado su melodía a un cierto número de otras canciones populares, como «The Land», «Billy Boys» y «Come In, Come In». También fue cantada por un carpetbagger en Lo que el viento se llevó.
George M. Cohan cita una línea de «Hurrah! Hurrah!» en uno de sus versos de «You're a Grand Old Flag», yuxtapuesta con una línea de «Dixie».
La canción finlandesa de protesta «Laiva Toivo, Oulu» (en inglés: «The Ship Hope, Oulu») está compuesta con la melodía de «Marching Through Georgia», pero con textos en lengua finlandesa criticando las acciones del capitán titular de la fragata Toivo.

## Letra
Estrofa 1

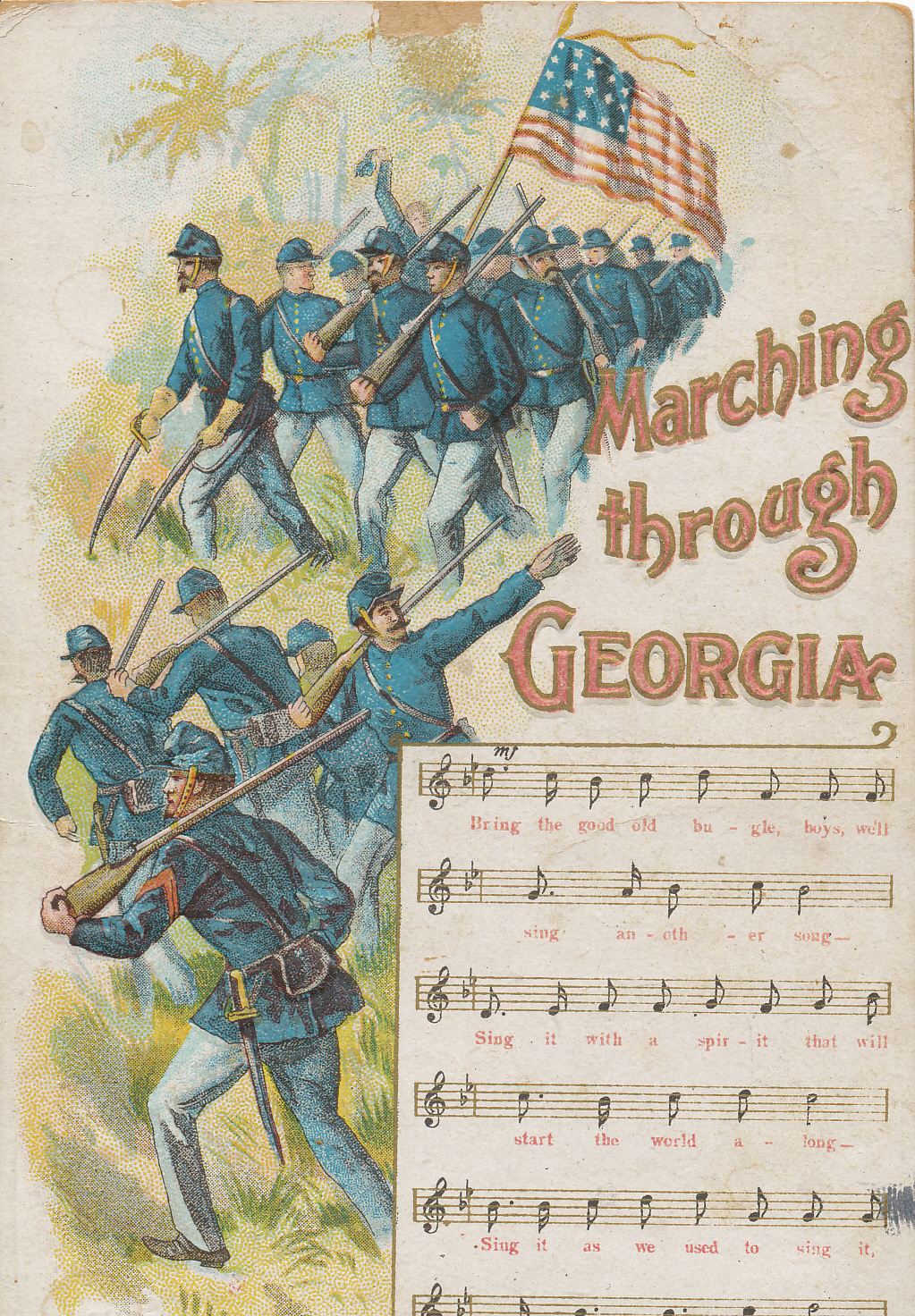
Una postal de principios del con la canción.

Bring the good old bugle, boys, we'll sing another song

Sing it with a spirit that will start the world along

Sing it as we used to sing it, 50,000 strong

While we were marching through Georgia.
Estribillo

Hurrah! Hurrah! we bring the jubilee !

Hurrah! Hurrah! the flag that makes you free!

So we sang the chorus from Atlanta to the sea

While we were marching through Georgia.
Estrofa 2

How the darkies shouted when they heard the joyful sound

How the turkeys gobbled which our commissary found

How the sweet potatoes even started from the ground

While we were marching through Georgia.
Estrofa 3

Yes and there were Union men who wept with joyful tears,

When they saw the honored flag they had not seen for years;

Hardly could they be restrained from breaking forth in cheers,

While we were marching through Georgia.
Estrofa 4

"Sherman's dashing Yankee boys will never make the coast!"

So the saucy rebels said and 'twas a handsome boast

Had they not forgot, alas! to reckon with the Host

While we were marching through Georgia.
Estrofa 5

So we made a thoroughfare for freedom and her train,
 
Sixty miles of latitude, three hundred to the main;

Treason fled before us, for resistance was in vain

While we were marching through Georgia.

## Adaptación irlandesa
Una versión del estribillo para Come In es: 
Come in, come in, I'll do the best I can
Come in, come in, bring the whole bloody clan
Take it slow and easy, and I'll shake you by the hand
Set you down, I'll treat you decent, I'm an Irishman